# صادق ورمزیار
صادق ورمزیار (زادهٔ چهار اسفند ۱۳۴۵) بازیکن فوتبال سابق تیم ملی ایران و باشگاه استقلال است. وی سالها کاپیتان تیم استقلال بوده است.
او پس از حوادث شهرآورد سی و نهم تهران در دی ماه سال ۱۳۷۳ شش ماه از حضور در میدان‌ها محروم شد.
وی در جریان تبانی لیگ دسته اول فوتبال ایران در سال ۱۳۹۲ به دو سال محرومیت از فعالیت‌های فوتبالی محکوم شده بود. ورمزیار در تاریخ یکم خرداد ماه ۱۳۹۷ طی حکمی از هیئت امنای استقلال به عنوان سرپرست آکادمی باشگاه استقلال تهران منصوب گردید. وی پیش ازاین به عنوان مدیر آکادمی استقلال مشغول به کاربود.

## افتخارات
قهرمانی‌ها
بین المللی
لیگ قهرمانان آسیا
 قهرمان آسیا جام باشگاه‌های آسیا ۹۱–۱۹۹۰
 نایب قهرمان آسیا جام باشگاه‌های آسیا ۱۹۹۱
تورنمنتها
 قهرمان جام میلز هنوستان ۱۹۸۹
 قهرمان جام بوردولوی ۱۹۸۹
 قهرمان جام استقلال قطر ۱۹۹۱
داخلی
 قهرمان  لیگ فوتبال ایران ۶۹–۱۳۶۸
 قهرمان جام حذفی فوتبال ایران ۷۵–۱۳۷۴
 قهرمان جام باشگاه‌های تهران ۱۳۷۰
 قهرمان سوپر جام تهران ۱۳۷۳
نایب قهرمانی
 نایب قهرمان جام حذفی فوتبال ایران ۱۳۶۹
 نایب قهرمان  (۲) لیگ فوتبال ایران ۷۱–۱۳۷۰ ،  ۱۳۷۳
 نایب قهرمان جام باشگاه‌های تهران ۱۳۶۸
 نایب قهرمان  جام باشگاه‌های تهران ۱۳۶۹
کسب دو گانه ( فوتبال)
صادق ورمزیار در فصل ۱۳۷۰ با استقلال به قهرمانی لیگ ایران و باشگاههای آسیا دست یافت و به  افتخار کسب دو گانه نائل آمد.
سرمربی تیم فوتبال زیرساخت وزارت ارتباطات سال 1403-1402